# کیت مارا

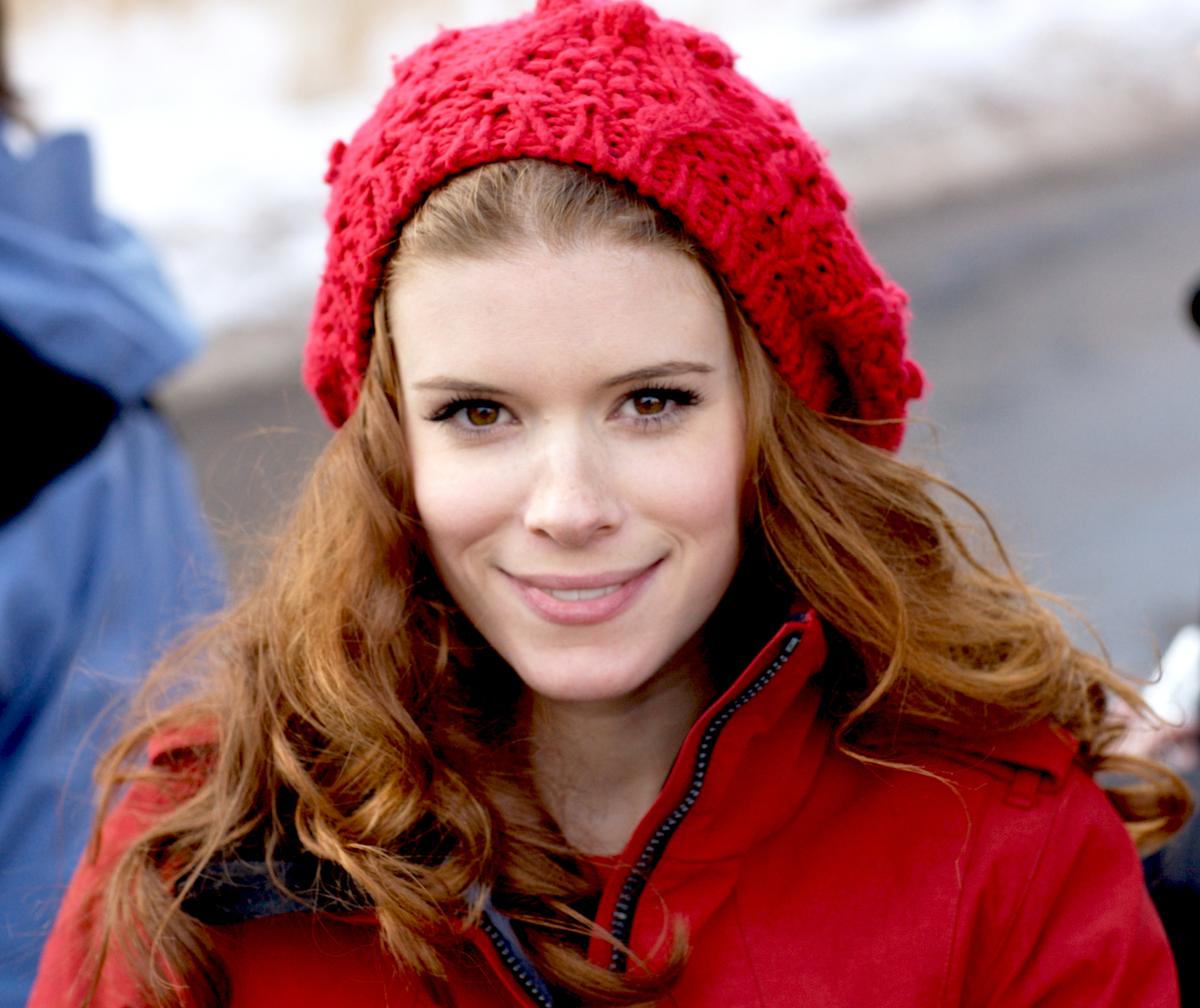
در جشنواره فیلم ساندنس ۲۰۰۸

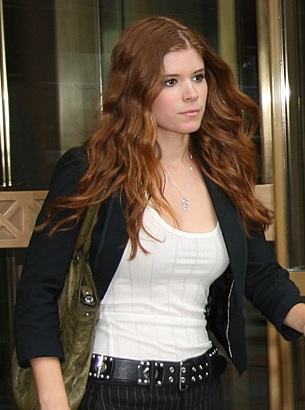
در جشنواره بین‌المللی فیلم تورنتو ۲۰۰۸

کیت رونی مارا (انگلیسی: Kate Rooney Mara؛ زادهٔ ۲۷ فوریهٔ ۱۹۸۳) یک هنرپیشه اهل ایالات متحده آمریکا است. وی از سال ۱۹۹۷ میلادی تاکنون مشغول فعالیت بوده‌است.
وی خواهر رونی مارا است.

## زندگی شخصی
کیت رونی مارا ۲۷ فوریه ۱۹۸۳ در بدفورد، نیویورک به دنیا آمده‌است. والدین او تیموتی کریستوفر مارا و کاترین مک نالتی مارا هستند. او دومین فرزند از چهار فرزند خانواده می‌باشد. برادر بزرگتر او دنیل، خواهر کوچک او پاتریشیا رونی و برادر کوچکتر او کانر می‌باشد. پدر مارا تبار ایرلندی، آلمانی و فرانسوی-کانادایی دارد و مادر او تبار انگلیسی، ایتالیایی و ایرلندی. هم چنین او نوه بزرگ تیم مارا بنیانگذار نیویورک جاینتز و آرتور جوزف رونی بنیانگذار پیتسبرگ استیلرز می‌باشد.
همچنین وی از سال 2017 با جیمی بل در ارتباط است .

## بخشی از فیلمشناسی

### سینمایی
- قلب تصادفی (۱۹۹۹)
- بچه قورباغه (۲۰۰۲)
- کوهستان بروکبک (۲۰۰۵)
- ما مارشال هستیم (۲۰۰۶)
- تیرانداز (۲۰۰۷)
- قطار سیبری (۲۰۰۸)
- مرد آهنی ۲ (۲۰۱۰)
- ۱۲۷ ساعت (۲۰۱۰)
- آیرونکلاد (۲۰۱۱)
- ۱۰ سال (۲۰۱۱)
- زره پوش (۲۰۱۱)
- سقوط مرگبار (۲۰۱۲)
- تعالی (۲۰۱۴)
- چهار شگفت‌انگیز (۲۰۱۵)
- مریخی (۲۰۱۵)
- اسیر (۲۰۱۵)
- مگان لیوی (۲۰۱۷)
- مرسی (۲۰۱۷)

### تلویزیونی
- جراحی پلاستیک (۲۰۰۳–۴ قسمت)
- سی‌اس‌آی (۲۰۰۴–۱ قسمت)
- ۲۴ (۲۰۰۶–۵ قسمت)
- دارودسته (۲۰۰۹–۴ قسمت)
- خانه پوشالی (۲۰۱۳–۲۰۱۴، ۲۰۱۶–۱۴ قسمت)
- ژست
- آموزگار (۲۰۲۰)